# Piacenza Calcio 1919
El Piacenza Calcio 1919 es un club de fútbol de Italia, con sede en Plasencia, en la región de Emilia-Romaña. Fue fundado en 1919 y refundado en 2012. Compite en la Serie D, cuarta categoría del fútbol italiano.

## Historia
Piacenza Calcio se funda en 1919 en la liga provincial de Emilia-Romaña un año después lograría llegar a la entonces Prima Divisione pero de inmediato desciende por el formato de competencia a la naciente Seconda Divisione; se mantuvo décadas compitiendo en distintas modalidades de campeonatos de Segunda o Tercera élite del fútbol italiano.
En 1948 desciende a Serie C y en 1961 cae hasta la Serie D; tras la temporada 1963-64 el equipo ascendería a Serie C de donde al liderar la temporada 1968-69 vuelve a la antesala del máximo circuito italiano pero en su año de retorno vuelve a descender a Serie C, hasta 1976 vuelve a la Serie B pero un año después regresa a Serie C. Tras otro descenso a C1 y ascenso al término de la temporada 1986-87 retorna a Serie B de donde desciende en 1989 y regresa dos años después.

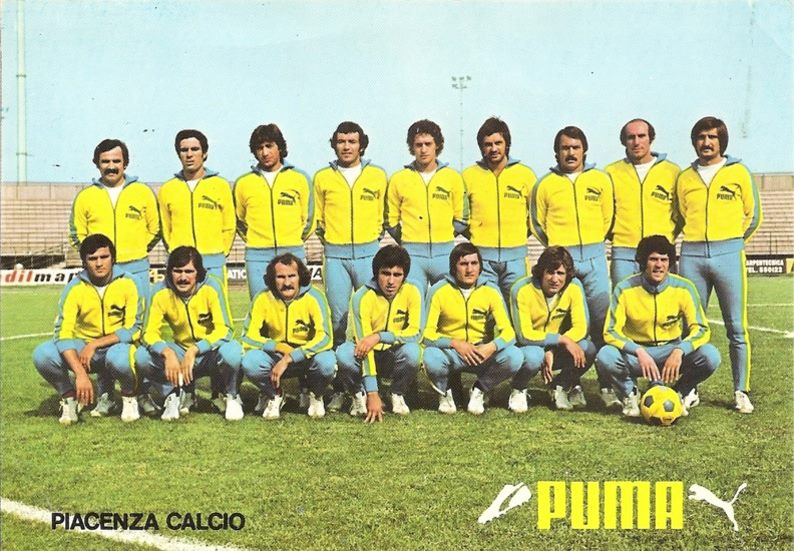
Piacenza 1975-76

En la campaña de 1992-93 finaliza como tercero con 48 puntos en la Serie B, que entonces otorgaba a tal plaza un ascenso directo a Serie A, Piacenza por primera vez asciende al máximo nivel de Italia, su figura era el italiano Antonio De Vitis que marcó 19 goles ese año. Sin embargo para los lobos rojos fue debut y despedida de la Serie A ya que hacen 30 puntos ocupando la decimoquinta posición que tenía descenso directo. Un año adelante regresa a Serie A donde se mantuvo 4 años siempre batallando en la zona baja de la tabla general, al final de 1999-2000 vuelve a Serie B de donde nuevamente un año más tarde asciende permaneciendo 2 años.
Su última campaña en Serie A ocupó el sitio 16 con 30 unidades. Tras su descenso no estuvo en posibilidad de intentar otro regreso al máximo nivel, se mantuvo en la medianía de la subdivisión hasta descender a Liga Pro Prima Divisione en 2010-11 con demasiados problemas financieros mismos que le llevan a descender a Liga Pro Seconda Divisione en 2011-12 y luego de perder una promoción de permanencia contra Prato Calcio.
El equipo se declaró en bancarrota el 21 de junio de 2012 y salió del organigrama de la Serie D de cara al campeonato 2012-13. En la Serie Eccellenza el equipo Lupa Piacenza se erige como sucesor del equipo, esa temporada logra el liderato y ascenso a Serie D donde permite la refundación de S.S.D. Piacenza Calcio 1919 donde compite en la Serie en la campaña 2013-14 situado en el grupo B.
Para la temporada 2015-16 logra el ascenso a la Lega Pro (tercera división profesional del fútbol italiano) luego de 4 años y de una lucha incanzable en el fútbol amateur italiano logrando dicho ascenso con 7 fechas de anterioridad y consumando una campaña fantástica.

## Estadio

Estadio Leonardo Garilli.

### Cronología
- Porta Cavallotti (1919-1920)
- Estadio Comunale (1920-1969)
- Estadio Leonardo Garilli (1969-)

## Palmarés

### Torneos nacionales
- Serie B (1): 1994-95

### Torneos interregionales
- Serie C (2): 1968-69 (Grupo A), 1974-75 (Grupo A)
- Serie C1 (2): 1986-87 (Grupo A), 1990-91 (Grupo A)
- Serie D (2): 1963-64 (Grupo B), 2015-16 (Grupo B)
- Seconda Divisione (1): 1927-28 (Grupo D)

### Torneos regionales
- Eccellenza Emilia-Romagna (1): 2012-13 (Grupo A)
- Promozione Emilia (1): 1919-20

### Torneos internacionales
- Copa anglo-italiana (1): 1986